# Ringin Anom (Kota Kediri)
Ringin Anom is een bestuurslaag in het regentschap Kediri van de provincie Oost-Java, Indonesië. Ringin Anom telt 1009 inwoners (volkstelling 2010).